# Masiakasaurus

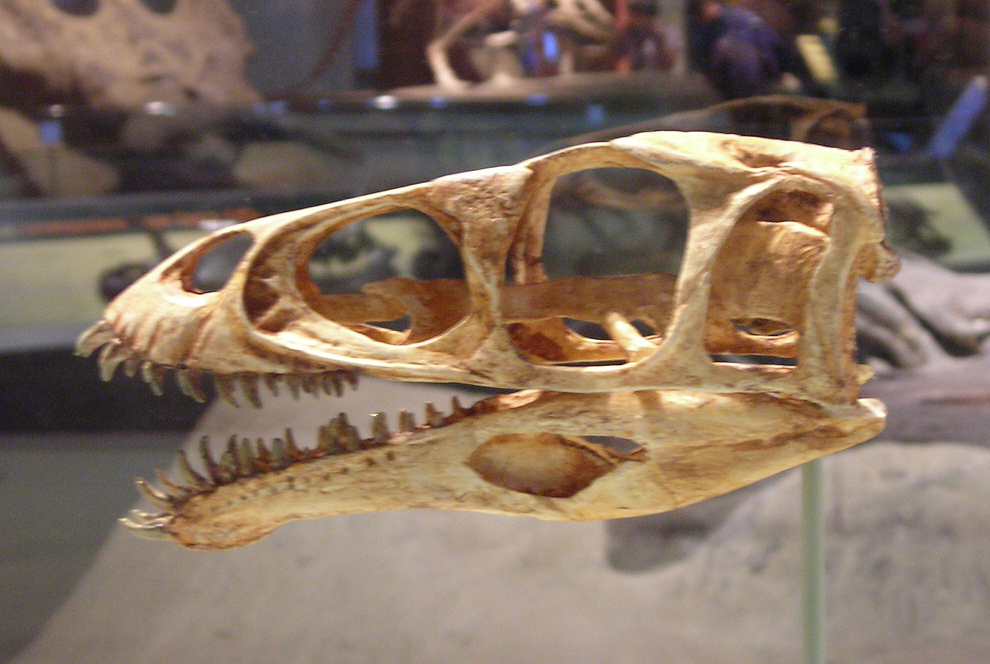
A Masiakasaurus koponyája a Field Természetrajzi Múzeumban (Field Museum of Natural History)

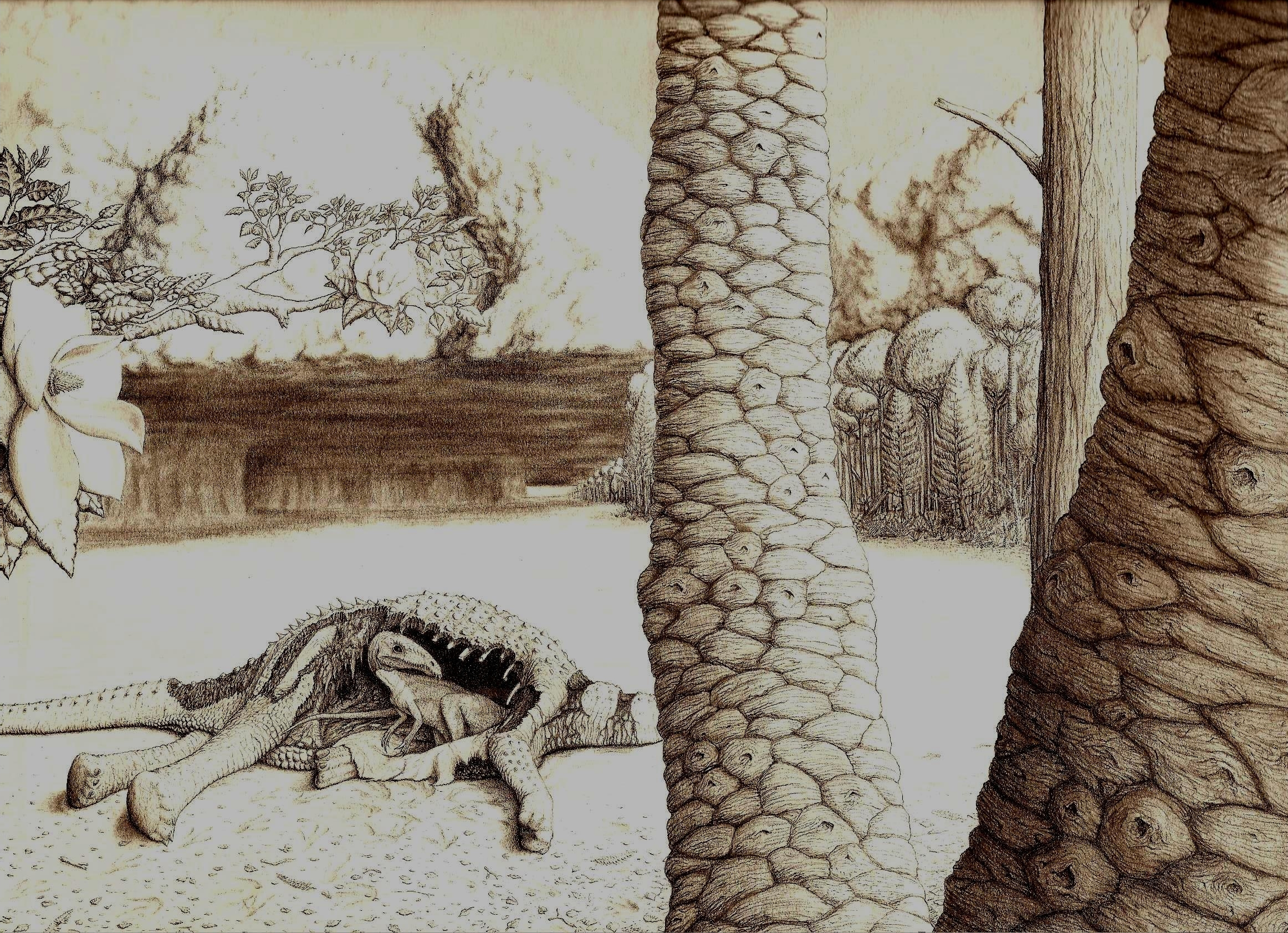
Egy titanosaurus teteméből táplálkozó Masiakasaurus

A Masiakasaurus (jelentése 'gonosz gyík', a malagaszi nyelvű masiaka 'gonosz' és az ógörög σαυρος / sauros 'gyík' szavak összetételéből) egy kis méretű, húsevő (theropoda)  dinoszaurusznem, amely Madagaszkáron élt a késő kréta korban, mintegy 70 millió évvel ezelőtt.
A legtöbb theropodától eltérően a Masiakasaurus elülső fogai előrefelé és nem hátrafelé állnak. Az egyedi fogazat arra utal, hogy sajátos módon táplálkozott, valószínűleg halakra és más kis méretű zsákmányra vadászott. A csontváza további része azt jelzi, hogy a Masiakasaurus a többi theropodához hasonlóan két lábon járt. A becslés alapján a felnőtt példányok testhossza 2 méter körül lehetett.
A Masiakasaurus  olyan állatokkal élt együtt, mint a Majungasaurus, a Rapetosaurus és a Rahonavis. Közeli rokonságban állt a noasauridákkal, a kis méretű ragadozó dinoszauruszok Dél-Amerika területén élt családjával. Típusfaja, a Masiakasaurus knopfleri, a Dire Straits alapítója, Mark Knopfler után kapta a nevét „kinek zenéje inspirálta a felfedezőcsapatot”.

## Fordítás
- Ez a szócikk részben vagy egészben a Masiakasaurus című angol Wikipédia-szócikk ezen változatának fordításán alapul.  Az eredeti cikk szerkesztőit annak laptörténete sorolja fel. Ez a jelzés csupán a megfogalmazás eredetét és a szerzői jogokat jelzi, nem szolgál a cikkben szereplő információk forrásmegjelöléseként.